# Råcksta

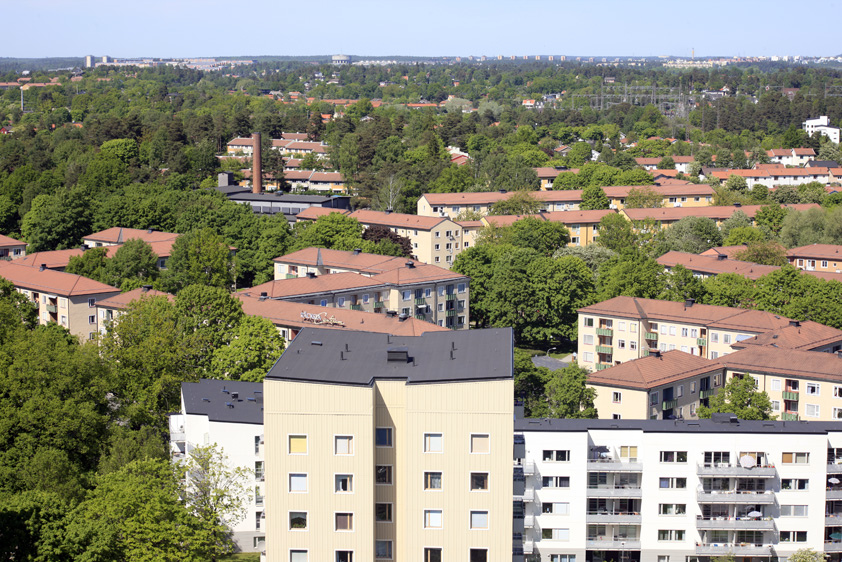
Utsikt över Råcksta.

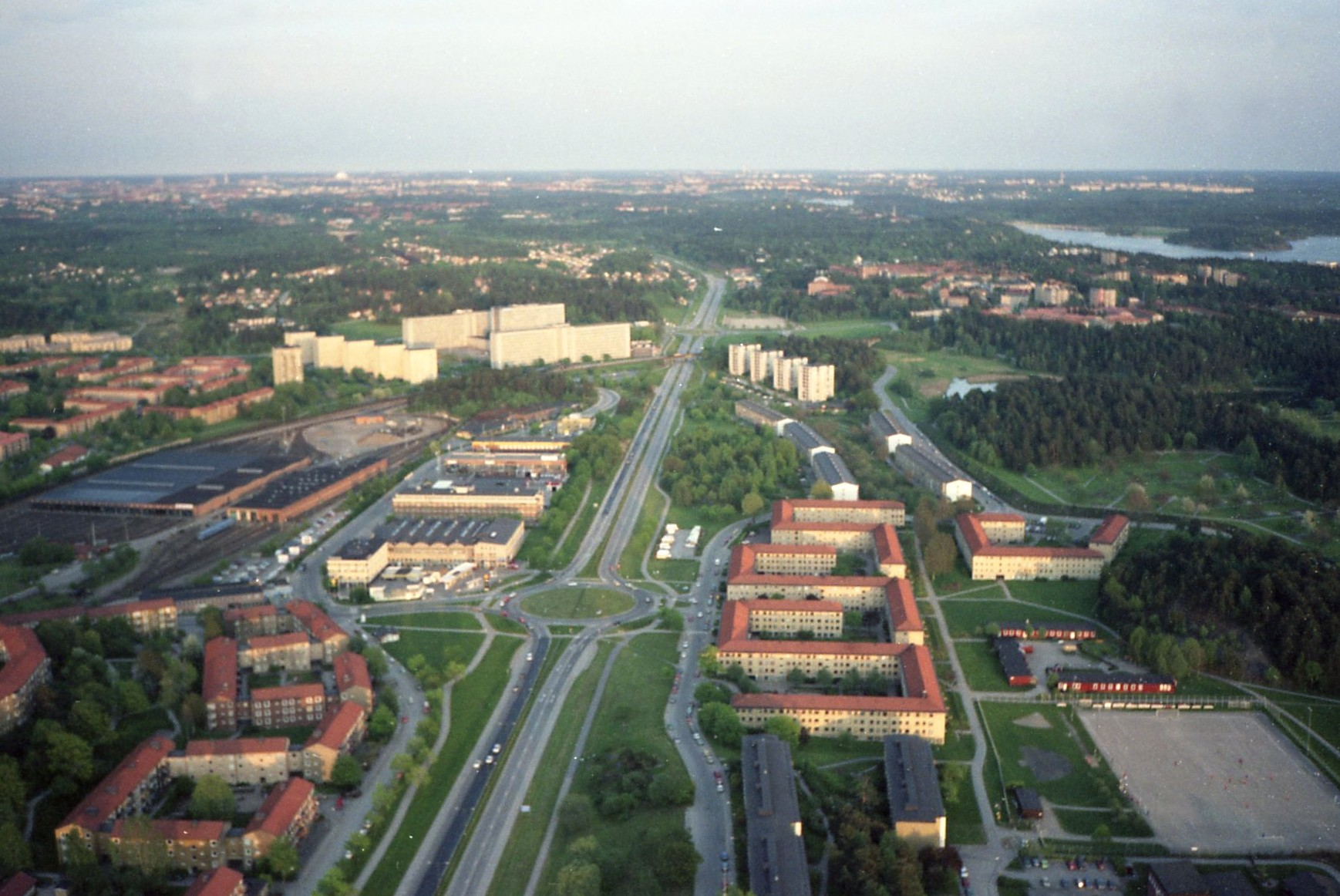
Bergslagsvägen bildar gränsen mellan Grimsta (t.h.) och Råcksta (t.v.) Längst ner syns Grimstaskolan och i bakgrunden skymtar Vattenfalls kontorsbyggnad, maj 1988.

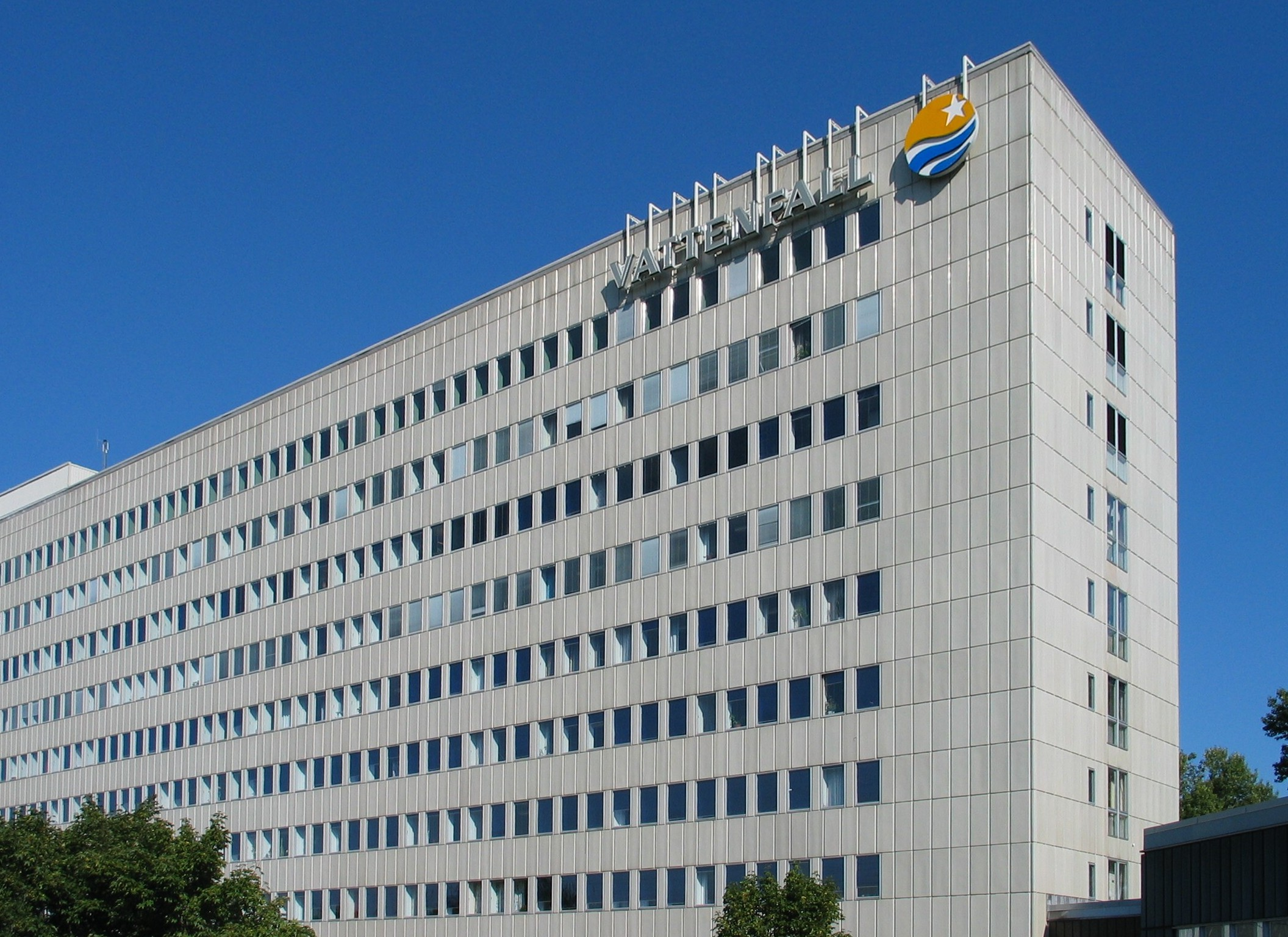
Vattenfalls tidigare kontor i Råcksta. Numera bostäder.

Råcksta är en stadsdel i Hässelby-Vällingby stadsdelsområde i Västerort inom Stockholms kommun i Uppland. Stadsdelen ligger utmed tunnelbanans gröna linje västerut.

## Historik
Namnet Råcksta är känt sedan 1351, då benämnt Ruxta och senare, år 1409 Roghsta, vars förled med all sannolikhet har betydelsen råg och efterledet betydelsen ställe eller plats.
Tunnelbaneförorten Råcksta planerades samtidigt med grannstadsdelen Vällingby. Fem detaljplaner utarbetades år 1950 samt 1951 för Råcksta av arkitekterna Carl-Fredrik Ahlberg, Göran Sidenbladh, Hans Uddenberg med flera under ledning av stadsplanedirektören Sven Markelius.
De östra delarna av Råcksta, i synnerhet kvarteren kring Multrågatan och Solleftegatan, hörde till de miljöer som ofta visades för intresserade grupper som kom på studiebesök under 1950-talets början. Kvarteren började byggas år 1951 av ett privat företag, men överfördes snart till det allmännyttiga AB Råckstahus, som hade möjlighet till förmånligare statliga lån.
Stadsdelen har på grund av närheten till Vällingby endast en mindre centrumanläggning som i modern tid har omvandlat de tidigare butikslokalerna till bostäder. I stadsdelens västra del ligger ett band av småindustrier, kontor och bilhallar samt tunnelbanans bangårdsområde. I norr, vid Offerdalsgatan, ligger Vällingbyskolan som byggdes 1952—1953 efter ritningar av arkitekten Helge Zimdahl. Övrig bebyggelse består främst av hyreshusbebyggelse samt områden med radhus och småhus som ligger inbäddade i grönska.
Vattenfall inrättade sig ganska omgående med sitt stora huvudkontor i Råcksta. Anläggningen började uppföras år 1958 efter ritningar av arkitekt Sven Danielson och stod färdig 1964. Intill Vattenfalls kontorsbyggnader ligger Råcksta gård. Råcksta har funnits som en gårdsplats alltsedan medeltiden. Den nuvarande manbyggnaden härstammar från 1720-talet och har bland annat ägts av ”Snuskungen” Knut Ljunglöf. Huset har använts som representationslokal för Vattenfall.
Inom stadsdelen ligger också Råcksta sjukhem — sedermera känt som Koppargården — som invigdes år 1971. Sjukhemmet ligger på Bättringsvägen som ligger utmed Råckstavägen.

## Vattenfall AB
Vattenfall AB har sedan 1950-talet haft sitt huvudkontor i Råcksta. Huset är ritat av Sven Danielson och var på den tiden räknat som norra Europas största kontorshus. Som mest hade 3 000 personer sin arbetsplats här. Hela anläggningen är klassificerad blå av Stadsmuseet vilket innebär att den värderas i nivå med byggnadsminnen.
Vattenfall AB avvecklade vid årsskiftet 2012/2013 sin verksamhet i Råcksta och flyttade den till Solna. 
Ett stadsbyggnadsprojekt kallat Vällingby parkstad har omvandlat kvarteret till ett område för bostäder, verksamhet och handel. Detta inkluderar hyresrätter, bostadsrätter, radhus, mataffärer, gymanläggningar och skola.  

## Skylten i Råcksta Centrum
År 2012 vann skylten Råcksta Centrum utmärkelsen Lysande skylt som utges av Stockholms stadsmuseum. Skylten är från 1950-talet och renoverades år 2011. 

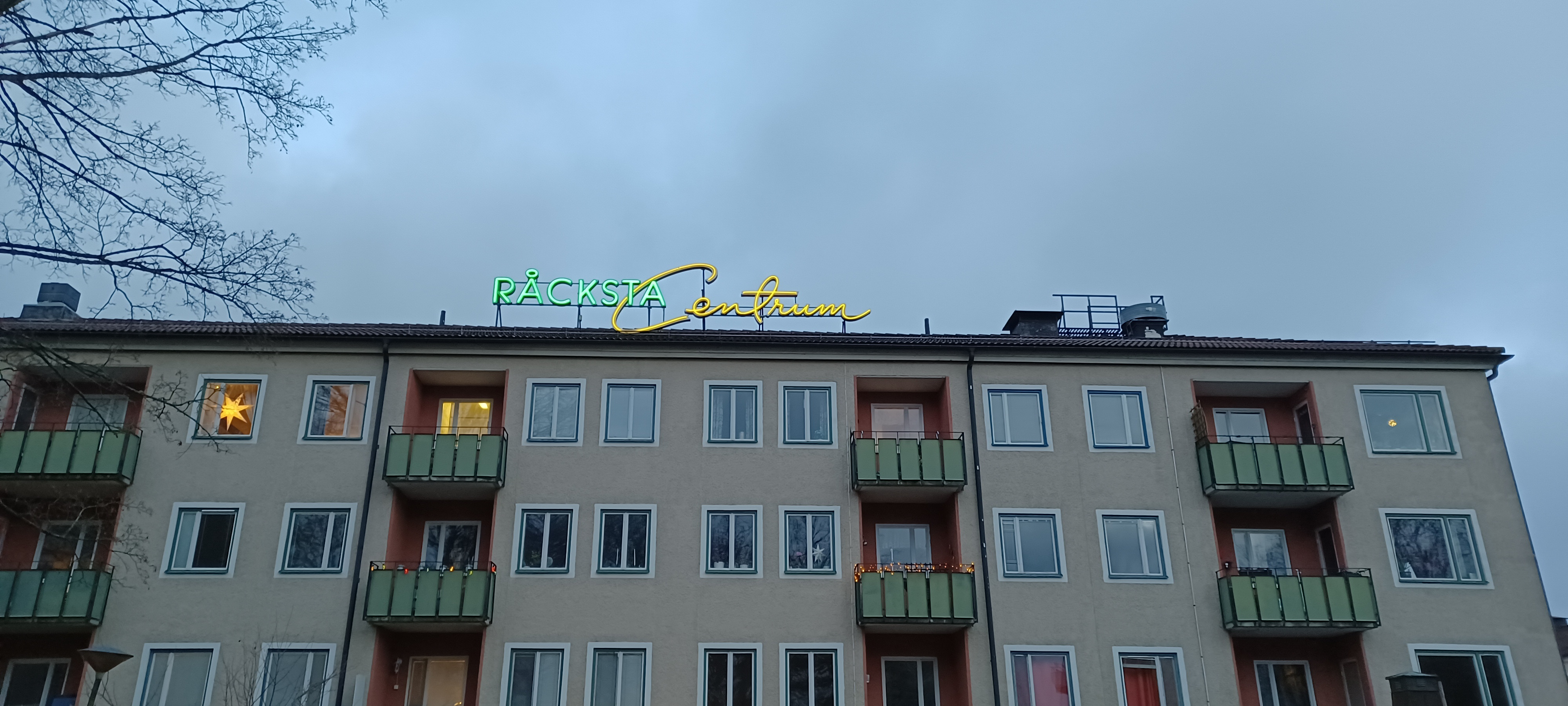
Råcksta-skylten i december 2021.

Motiveringen:
| ” | Råcksta Centrum i neon lyser både kaxigt och lågmält. Skylten stiger mot natthimlen i en elegant kombination av rörelse och dynamik. 1950-talets kulturarv tänds varje kväll i Råcksta. | „ |

## Mataffärer och restauranger
Invid tunnelbanestation finns sedan 2019 mataffären Hemköp Råcksta. Den gamla mataffären som låg i Råcksta Centrum är nedlagd och riven. Där man har gjort plats för en lekplats istället.
Bredvid lekplatsen finns restaurangen Råcksta Krog, vid tunnelbanan finns Luna Piena  och Råcksta Sushi , och lite längre ner utmed Råckstavägen finns Restaurang Tunet .

## Busslinje 115
Busslinje 115 är en ringlinje som trafikerar Råcksta. Den går från Grimsta till Råcksta, Söderberga och sen tillbaka till Vällingby . Busslinjen trafikerade tidigare Bromma Sjukhus men efter en ombyggnad av Follingbogatan kan bussen inte längre vända där. Således har stationen sedan 2019 dragits in och passagerare hänvisas till den närliggande stationen Söderberga Allé. 

## Råcksta begravningsplats
Råcksta begravningsplats med kapell och krematorium invigdes år 1964 efter en arkitekttävling. Arkitekten Klas Fåhræus ritade byggnaderna och landskapsarkitekt Gunnar Martinsson utformade begravningsplatsen. Begravningsplatsen täcker sjutton hektar och är endast avsedd för urngravar. Det finns plats för cirka 30 000 stycken. Eftersom begravningsplatsen inte är särskilt gammal finns det fortfarande öppna ängar där det finns gott om plats för fler urngravar. När Råcksta begravningsplats byggdes följdes det av att Stockholms västra förorter växte och antalet kremeringar ökade. Krematoriet i Råcksta skall anslutas till Stockholms fjärrvärmenät för att bidra med sin överskottsvärme.

## Råcksta träsk
Vid Grimstagatan ligger Råcksta träsk; en liten, grund och näringsrik insjö som en gång i tiden stod i förbindelse med Mälaren. Råcksta träsk är idag en viktig miljö för många arter fåglar, groddjur och fiskar och det trots att den är förorenad. Den innehåller höga halter av bland annat koppar och PCB. Sjön har även en hög fosforhalt som innebär att den är övergödd.

## Vällingbydepån
SL:s vagnhall Vällingbydepån uppfördes i Råcksta år 1952. Här huserar tunnelbanetågen för den gröna linjen i Västerort. Den togs i bruk i november 1952 i samband med att tunnelbanan Hötorget-Vällingby invigdes och hette då Spångahallen. Det numera kanske något märkliga namnet kom av att Vällingby låg inom det område (Spånga kommun) som bara fyra år tidigare, 1949, hade inkorporerats med Stockholms stad.

## Demografi
Den 31 december 2021 var folkmängden 10 417 invånare av vilka 52,26 procent hade utländsk bakgrund.

### Partisympatier
Vid riksdagsvalet 2018 blev Socialdemokraterna största parti i samtliga valdistrikt. Den geografiska indelningen av Råcksta Ö har förändrats sedan valet 2010 och valdistriktet Råcksta N är nytt. Tabellen nedan ger en noggrannare redovisning. 
| Valdistrikt | M    | C   | L   | KD  | S    | V    | MP  | SD   | FI  | ÖVR | Antal röst- berättigade | VDT  |
| Råcksta N   | 17,9 | 7,8 | 6,9 | 6,0 | 28,7 | 10,3 | 6,5 | 13,8 | 0,8 | 1,5 | 1065                    | 73,6 |
| Råcksta V   | 13,8 | 5,0 | 5,2 | 3,5 | 32,0 | 17,8 | 6,0 | 13,5 | 1,5 | 1,8 | 1041                    | 75,0 |
| Råcksta Ö   | 17,3 | 6,5 | 6,7 | 3,4 | 27,2 | 13,5 | 7,6 | 15,1 | 0,4 | 2,3 | 922                     | 79,1 |